# بریستول تورر
بریستول تورر (به انگلیسی: Bristol Tourer) یک هواگرد ساختِ کارخانهٔ بریستول ایروپلین در کشور بریتانیا است. این هواگرد برای نخستین بار در ۱۹۱۹ میلادی مورد استفاده قرار گرفت.